# Uromyces striatus
Uromyces striatus är en svampart som beskrevs av J. Schröt. 1870. Uromyces striatus ingår i släktet Uromyces, och familjen Pucciniaceae. Inga underarter finns listade i Catalogue of Life.